# La ciudad subterránea
La ciudad subterránea es un álbum de 2009 del grupo español Dorian. Fue editado en España el 14 de septiembre de 2009 y está producido por Sidechains ─ nombre artístico del barcelonés Álex Ferrer ─ y Dive Dibosso (ex-7 Notas 7 Colores).

## Lista de canciones
1. Simulacro de emergencia
2. Verte amanecer
3. Paraísos artificiales
4. Estudios de mercado
5. La mañana herida
6. La tormenta de arena
7. Las malas semillas
8. Veleros
9. Solar
10. Domingo perfecto